# Northwest Ithaca
Northwest Ithaca és una concentració de població designada pel cens dels Estats Units a l'estat de Nova York. Segons el cens del 2000 tenia 1.115 habitants.

## Demografia
Segons el cens del 2000, Northwest Ithaca tenia 1.115 habitants, 463 habitatges, i 220 famílies. La densitat de població era de 146,4 habitants per km².
Dels 463 habitatges en un 20,3% hi vivien nens de menys de 18 anys, en un 41,3% hi vivien parelles casades, en un 4,1% dones solteres, i en un 52,3% no eren unitats familiars. En el 42,5% dels habitatges hi vivien persones soles el 16% de les quals corresponia a persones de 65 anys o més que vivien soles. El nombre mitjà de persones vivint en cada habitatge era de 2,02 i el nombre mitjà de persones que vivien en cada família era de 2,76.
Per edats la població es repartia de la següent manera: un 14,6% tenia menys de 18 anys, un 6,5% entre 18 i 24, un 24,7% entre 25 i 44, un 22,7% de 45 a 60 i un 31,6% 65 anys o més.
L'edat mediana era de 47 anys. Per cada 100 dones de 18 o més anys hi havia 77,6 homes.
La renda mediana per habitatge era de 47.500 $ i la renda mediana per família de 62.292 $. Els homes tenien una renda mediana de 50.114 $ mentre que les dones 41.250 $. La renda per capita de la població era de 31.271 $. Entorn del 4,4% de les famílies i el 4,9% de la població estaven per davall del llindar de pobresa.